# Сарсенбаєв Абу
Сарсенбаєв Абу (15 жовтня 1905, с. Морське (Ботакан), Денгізький (Курмангазинський район), Гур'ївська (Атирауська) область — 25 листопада 1995, Алмати) — казахський радянський поет, письменник. Народний письменник Казахстану (1996). Ветеран Великої Вітчизняної війни. Кавалер Ордена «Парасат» (Казахстан).
З дитинства дуже любив море і пізніше, ставши письменником, часто писав про нього.

## Біографія
Член ВКП (б) з 1928 року. У 1929 році закінчив радянсько-партійну школу в Астрахані.
- У 1931—1934 роки навчався в комвузах в Алма-Аті.
- У 1934—1936 роки працював редактором газети «Темір жолші».
- У 1936—1942 роки працював директором Казахського державного об'єднаного видавництва.
- Учасник Великої Вітчизняної війни. У 1942—1947 роки служив в Радянській Армії.
- У 1947—1953 роки працював директором Казахського державного навчально-педагогічного видавництва.
- У 1953—1958 роки був Радником в Спілці письменників Казахстану (1953—1958).

Літературною творчістю Абу Сарсенбаєв займався з середини 1930-х років. Перші твори були надруковані в 1937 році.
У 1938 році вийшла його збірка «Дар серця», в 1938 році-збірник віршів «Клятва».

У вірші «Серце Акмарал» поет розповів про непросту долю казахської жінки до Жовтневої революції (1940).

У віршах «Син» (1943), «Вишневе дерево» (1943) він оспівав героїзм і патріотизм радянських людей.

У 1948 році надрукував вірш «Батьківщина», в 1949 році — «Пісню про кохання», які свідчили про його поетичний талант. Тема патріотизму і захисту Вітчизни займало в його творчості особливе місце.
Книга Сарсенбаєва «Отан Таны» («Ранок Батьківщини») оспівує працю героїв повоєнних років.